# Monster Strike
Monster Strike (яп. モンスターストライク Monsutā Sutoraiku) — видеоигра жанра физической головоломки с элементами ролевой игры, стратегии и с кооперативной многопользовательской игрой. Разработана Mixi для платформ iOS и Android. Игра была совместно создана Ёсики Окамото. В Япония, название часто сокращается до "Monst" (яп. モンスト Monsuto). По состоянию на 30 июня 2015 года, игра имеет ежедневные доходы 4 200 000 долларов. Более традиционная ролевая игра Monster Strike была выпущена для Nintendo 3DS в декабре 2015 года.